# Nico Pepe
Domenico „Nico“ Pepe (* 19. Januar 1907 in Udine, Friaul-Julisch Venetien; † 19. August 1987 ebenda) war ein italienischer Schauspieler.

## Leben
Domenico „Nico“ Pepe gab sein Filmdebüt 1936 in einer nicht kreditierten Nebenrolle in I due sergenti. 1937 spielte er in Guido Brignones Gli uomini non sono ingrati an der Seite von Gino Cervi, Isa Pola und Luigi Almirante den ‚Palos‘. In Giuseppe De Santis Filmklassiker Bitterer Reis von 1949 mit Doris Dowling, Vittorio Gassman und Silvana Mangano stelle er in einer Nebenrolle den ‚Beppe‘ dar. Im 1952 erschienenen Filmdrama Engel aus der Kellerwohnung von Carlo Borghesio mit Enzo Cerusico, Giancarlo Nicotra und Jacques Sernas in den Hauptrollen spielte er den ‚Giuseppe‘. 1960 war er der ‚Hotelmanager‘ unter der Regie von Fritz Lang in dem Dr.-Mabuse-Film Die 1000 Augen des Dr. Mabuse an der Seite von Dawn Addams, Peter van Eyck und Gert Fröbe. In dem ebenfalls 1960 erstmals aufgeführten Abenteuerfilm Theseus, Held von Hellas von Silvio Amadia stellte er an der Seite von Bob Mathias, Rosanna Schiaffino und Alberto Lupo den ‚Gerione‘. In dem 1961 für die DEFA inszenierten Film Italienisches Capriccio von Glauco Pellegrini mit Christine Balli-Laydu, Claude Laydu und Christel Bodenstein spielte er die Doppelrolle von ‚Antonio Sacchi/Pantalone‘.
Pepe war auch als Synchronsprecher und Theaterschauspieler tätig. So synchronisierte er in dem japanischen Spielfilm Rashomon – Das Lustwäldchen aus dem Jahr 1950 von Akira Kurosawa die Rolle von Kichijiro Ueda. In dem 1952 uraufgeführten Mantel-und-Degen-Film Fanfan, der Husar von Christian-Jaque sprach er die Rolle von Olivier Hussenot. Als Theaterschauspieler war er Mitglied des Piccolo Teatro di Milano mit dem er unter der Regie von Giorgio Strehler 1967 an der Seite von Ferruccio Soleri, Maria Grazia Antonini, Bruno Lanzarini, Mauro Carbonoli, Relda Ridoni und Franco Graziosi während einer Gastspielreise am Londoner Aldwych Theatre in Carlo Goldonis Lustspiel Der Diener zweier Herren auftrat.
Ihm zu Ehren wurde die Schauspielakademie Accademia di arte drammatica „Nico Pepe“ benannt, die von der Regionalagentur für die friaulische Sprache unterstützt wird. Pepe war zwei Mal verheiratet. Er heiratete 1937 in erster Ehe die Schauspielerin Clara Auteri Pepe sowie später Ada Prato.

## Filmografie (Auswahl)
- 1936: I due sergenti
- 1937: Gli uomini non sono ingrati
- 1938: Zwischen Leben und Tod
- 1941: Mutter
- 1941: Verschwörung gegen Marco
- 1941: Verliebte Unschuld
- 1942: Die Letzten von Giarabub
- 1942: Zum schwarzen Panther
- 1949: Bitterer Reis (Riso amaro)
- 1950: Ich war eine Sünderin
- 1950: Süßer Reis
- 1950: Nachttaxi
- 1952: Das öffentliche Ärgernis oder: Die Justiz in Nöten
- 1952: Engel aus der Kellerwohnung
- 1952: Anna und der Henker
- 1953: Die Sklavin von Venedig
- 1953: Der Korsar des Königs
- 1953: Frine, Sklavin der Liebe (Frine, cortigiana d'Oriente)
- 1953: Hundert Jahre Liebe
- 1954: Der Skandal
- 1954: In den Klauen der Vergangenheit
- 1954: Die Gaunerparade
- 1954: Liebe, Brot und Eifersucht (Pane, amore e gelosia)
- 1954: Der Graf und die drei Musketiere
- 1955: Casanova – seine Liebe und Abenteuer
- 1955: Die schönste Frau der Welt
- 1960: Die 1000 Augen des Dr. Mabuse
- 1960: Theseus, Held von Hellas
- 1961: Italienisches Capriccio
- 1961: Das schwarze Monokel
- 1962: Dr. Malbus verschwand um vier
- 1962: Inspektor Kent haut auf die Pauke
- 1974: Dr. med. Mark Wedmann – Detektiv inbegriffen (Fernsehserie)